# Jeanne Desjardins
Jeanne Desjardins (* 1. Mai 1903 in Montreal; † 16. April 1961 in ebenda) war eine kanadische Sängerin (Sopran).

## Leben
Desjardins begann ihre Ausbildung als Sängerin bei Salvator Issaurel und debütierte 1923 bei den von Raoul Vennat gesponserten Montagskonzerten in Claude Debussys Kantate L'Enfant prodigue. Danach hatte sie Auftritte u. a. mit Henri Pontbriand, Pauline Donalda und Alfred La Liberté. Bei ihren Recitals begleitete sie die Pianistin Marie-Thérèse Paquin. In Paris vervollkommnete sie ihre Ausbildung bei Louis Fourestier.
Nach ihrer Rückkehr nach Kanada trat Desjardins 1929 mit der Société canadienne d'opérette auf. Im Hörfunk sang sie 1932 Chansons unter dem Pseudonym Jeanne Shaw. Als Opernsängerin debütierte sie 1933 als Marcellina in der Aufführung von Mozarts Le nozze di Figaro. In einer Reihe von Aufführungen unter Leitung von Wilfrid Pelletier trat sie Anfang der 1940er Jahre an der Seite von Stars der Metropolitan Opera als Priesterin in Verdis Aida, Marthe in Gounods Faust und Schankwirtin in Mussorgskis Boris Godunow auf. Daneben trat sie in dieser Zeit als Solistin mit dem McGill Quartet und mit ihrer Klavierbegleiterin Marie-Thérèse Paquin in der von Marcel Valois moderierten Recitalreihe Les liedistes francais auf.
1945 war sie die Sängerin in der kanadischen Erstaufführung von Maurice Ravels Liedzyklus Shéhérazade. In der Hörfunkreihe Sérénade pour cordes der CBC sang sie Uraufführungen von Liedern zeitgenössischer kanadischer Komponisten wie Jean Deslauriers, Lucien Martin und Jean Vallerand.